# Rechão das Vacas
O Rechão das Vacas é uma elevação portuguesa localizada no concelho do Nordeste, ilha de São Miguel, arquipélago dos Açores.
Este acidente geológico tem o seu ponto mais elevado a 522 metros de altitude acima do nível do mar. Esta formação geológica encontra-se próxima da localidade do Nordestinho, localidade por onde passa a Ribeira da Água que nasce nesta elevação e do Espigão dos Bois.